# اخلود (یمن)
 أخلود  دهستان بزرگی از توابع استان حُدَیده در کشور یمن و در شبه جزیره عربستان واقع می‌باشد. دهستانی درناحیهٔ (مُقبنَة) واعمال مخا، شامل چند روستای بزرگ وکوچک می‌باشد.

## روستاها
روستاهای این دهستان به شرح زیر می‌باشند:
- روستای الضربات
- روستای المنبر
- روستای الشط
- روستای هُوب
- روستای الوضیع

## جمعیت
تعداد جمعیتش به ۴۲۳۸ نفر می‌رسد. مؤرخ و تاریخ‌نویس مشهور (البریهی) در کتاب: (تاریخ البریهی) می‌نویسد: در 
 الأخلود  مشایخ واهل علم که به (اهل الکدهیة) معروف اند زندگی می‌کنند، ایشان از قبیلهٔ (بنی غُلاب) هستند که از (المعافر الحُجریَة) به اینجا کوچیده‌اند.
همچنین روستایی به همین نام ( أخلود ) در ناحیهٔ (السَبرَة) در قصبهٔ (ذی السُفال) وجود دارد و تعداد جمعیش ۱۹۲۳ نفر می‌باشد. 

## منبع
- المقحفی، ابراهیم، احمد ، (مُعجَم المُدُن وَالقَبائِل الیَمَنِیَة) ، منشورات دار الحکمة، صنعاء، چاپ پنجم، وانتشار سال ۱۹۸۵ میلادی به (عربی).